# Катанская епархия
Катанская епархия — одна из древнейших епархий Константинопольской православной церкви с центром в городе Катания на Сицилии; ныне титулярная.

## История
Первого епископа Катанского Кирилла поставил святой апостол Пётр.
Входила в состав Сиракузской митрополии. После падения Сиракуз в руки арабов (878), сицилийская митрополия была вычеркнута из каталога византийских епархий. С этого времени единственная сицилийская епархия, которая упоминается в списках епархий — Катанская, однако, без подчиненных её епархий. Она стояла на 44 месте.
С XX века титул епископа Катанского присваивается викарным епископам Константинопольского патриархата.
Титул епископа Катанского с 1991 по 2004 годы носил также иерарх Антиохийского патриархата викарный епископ Иосиф (аль-Зехлауи).

## Епископы
- Кирилл Катанский[англ.] (I век)
- Савин Катанский[итал.] (†765)
- Феодор (упом. 787) участник VII вселенского собора
- Лев Катанский (765 — 20 февраля 789)
- Север Катанский (†811 или 814)
- Кассиан (Безобразов) (28 июля 1947 — 4 февраля 1965)
- Иаков (Пилилис) (21 мая 1967 — 21 июня 2018)